# Ladislav Miko
Ladislav Miko, né le 9 avril 1961 à Košice, est un haut fonctionnaire et expert en Développement durable tchèque, ancien membre du Parti vert.